# Базгієво
Базгі́єво (рос. Базгиево, башк. Баҙғыя) — село у складі Шаранського району Башкортостану, Росія. Адміністративний центр Базгієвської сільської ради.
Населення — 465 осіб (2010; 490 у 2002).
Національний склад:
- чуваші — 45 %